# René Clemencic
René Clemencic (Vienna, 27 febbraio 1928 – Vienna, 8 marzo 2022) è stato un flautista e musicologo austriaco.

## Biografia
Nato a Vienna in una famiglia cosmopolita che vantava anche lontane origini polacche ed ungheresi, parlava correttamente, oltre al tedesco, l'italiano ed il francese. Studiò filosofia, matematica e musicologia a Parigi e a Parigi, città dove si laureò. Virtuoso di flauto a becco, fondò agli inizi degli anni sessanta del XX secolo, il Clemencic Consort con il quale si propose di ridare notorietà e portare al grande pubblico i capolavori misconosciuti del medioevo e del rinascimento oltre che della più vicina musica barocca. Si impose subito come solista di flauto, sia dolce che traversiere e come direttore strumentale specializzandosi nell'esecuzione delle opere barocche.
Molto attivo anche nel ruolo di compositore, scrisse diverse opere più volte rappresentate sia dal Clemencic Consort che da altri complessi orchestrali in tutto il mondo.
Negli ultimi anni René Clemencic tenne concerti in cui suonò al clavicordo un repertorio di musiche del Rinascimento.

## Opere
Fra le sue composizioni più rappresentative si ricordano:
- Missa Mundi - messa in latino per 5 voci e orchestra (1981)
- Unus Mundus - oratorio per ottoni e percussioni (1986)
- Drachenkampf - Le Combat du Dragon - balletto pantomima per tre trombe, corno, trombone, tuba e percussioni (1987)
- Opus per flauto e archi (1991)
- Kabbala - oratorio in lingua ebraica per 5 voci e orchestra (1992)
- Der Berg - opera da camera per 4 voci e orchestra (1993)
- Klaviertrio "Jerusalem" - trio per violino, violoncello e pianoforte (1995)
- Apokalypsis - oratorio in greco antico (1996)
- Reise nach Niniveh - oratorio per ensemble vocale su testi tratti dall'Antico Testamento (1999)
- Feuertrunken - concerto per archi (2000)
- Stabat Mater - per archi e ottoni (2001)
- Das haus - piano trio (2004)
- Der schüssel zum Paradies - per violino e pianoforte (2004)
- Monduntergang - Operella per sirene Operntheater (2007)
- Nachts unter der steinernen Brücke - Opera da camera per sirene Operntheater (2009)
- Harun und Dschafar - Opera da camera per sirene Operntheater (2011)
- Gilgamesch - Oratorio per sirene Operntheater (2015)

## Discografia
La sua discografia comprende oltre 100 incisioni con il Clemencic Consort che ha realizzato lungo un cinquantennio.
Questi sono i dischi che ha realizzato in qualità di solista (flauto a becco, flauto traversiere e altri strumenti a fiato o clavicordo):
- 1975 - Les plaisirs de la Renaissance, con Zeger Vandersteene e András Kécskès (Harmonia Mundi, HMU 963)
- 1976 - René Clemencic et ses flûtes (Harmonia Mundi, HMA 190.384)
- 1976 - Benedetto Marcello, Sonate pour flûtes (Harmonia Mundi, HMA 190.974)
- 1977 - Répertoire pour les jeunes flûtistes. Vol. 1 (Harmonia Mundi, HMU 981)
- 1977 - Répertoire pour les jeunes flûtistes. Vol. 2 (Harmonia Mundi, HMU 982)
- 1987 - Duo. Clemencic & Vasseghi, con Esmail Vasseghi (Accord, 149184)
- 1992 - Flûte à bec, luth & guitare, con András Kecskés (Harmonia Mundi, 90427)
- 1995 - Tabulatur des Clemens Hör (Arte Nova, 39105)
- 1995 - Johannes von Lublin, Tabulatura. 1540 (Arte Nova, 39116)
- 1998 - Georg Pasterwiz, Organ & Harpsichord Music (Arte Nova, 51637)
- 2003 - Antonio de Cabezón e Josquin Desprez, Late Gothic and Renaissance masterworks for clavichord, vol. 1 (Arte Nova, 74321.92781.2, 2CD)
- 2004 - Bonifacius Amerbach e Matthaus Waissel, Late Gothic and Renaissance masterworks for clavichord, vol. 2 (Arte Nova, 74321.99053.2, 3CD)

Questi sono i dischi contenenti le sue opere:
- 1987 - Le Combat du Dragon, Anonymous Brass Quintet (Accord)
- 1992 - Kabbala, Clemencic Consort, dir. René Clemencic (Col Legno)
- 1996 - Apokalypsis, Clemencic Consort, dir. René Clemencic (Arte Nova Classics)